# Hugh Barr Nisbet
Hugh Barr Nisbet, genannt Barry Nisbet (* 24. August 1940; † 6. Februar 2021), war ein britischer Germanist. Er war Professor an der University of Cambridge.

## Werdegang
Nisbet studierte in Edinburgh, wo er promoviert wurde (Ph.D.), und Cambridge (Litt. D.). Er war Reader in Germanistik an der University of Bristol und Professor an der University of St. Andrews. 1982 bis 2007 war er Fellow des Sidney Sussex College in Cambridge.
Nisbet befasste sich mit der Aufklärung und der Goethe-Zeit wie auch mit Johann Gottfried Herder und wurde insbesondere durch eine Lessing-Biographie bekannt, für die er 2011 den Einhard-Preis erhielt. Er übersetzte auch Georg Wilhelm Friedrich Hegel und Immanuel Kant ins Englische. Nisbet war Editor für Deutsch und General Editor bei der Modern Language Review und gab mit Claude Rawson die Cambridge History of Literary Criticism heraus (neun Bände).
Er war im Vorstand der English Goethe Society und der Lessing-Akademie. 1998 erhielt er den Humboldt-Forschungspreis. 2010 erhielt er den Hamann-Forschungspreis der Universität und Stadt Münster.
Er starb am 6. Februar 2021.

## Schriften
- Herder and the philosophy and history of science. Modern Humanities Research Association, Cambridge 1970.
- Goethe and the scientific tradition. Institute of Germanic Studies, University of London, London 1972.
- Lessing. (= Historische Bibliothek der Gerda Henkel Stiftung), C. H. Beck, München 2008, 2. Auflage 2013, ISBN 978-3-406-57710-9.
  - Englische Ausgabe: Gotthold Ephraim Lessing. His life, works, and thought. Oxford University Press, Oxford 2013.
- Herausgeber mit C. J. Rawson: The Cambridge history of literary criticism. Volume 4: The eighteenth century. Cambridge University Press, Cambridge 1997.
- Herausgeber: German Aesthetic and Literary Criticism from Winckelmann to Goethe. Cambridge 1985.
- Übersetzer: Hegel. Elements of the Philosophy of Right. Cambridge 1991.
- Herausgeber und Übersetzer: Hegel. Political Writings. Cambridge 1999.
- Herausgeber und Übersetzer: G.E. Lessing. Philosophical and Theological Writings. Cambridge 2005.